# Eisenbahngesetz vom 23. Februar 1917
Das dänische Eisenbahngesetz vom 23. Februar 1917 (dänisch Lov Nr. 84 af 23. Februar 1917) war eine Änderung des großen Eisenbahngesetzes vom 27. Mai 1908.

## Änderung
Durch das Gesetz vom 23. Februar 1917 wurde das Gesetz vom 27. Mai 1908 dahingehend geändert, dass der Streckenabschnitt Næstved–Ringsted der Sjællandske midtbane zweispurig und der Abschnitt Ringsted–Hillerød sowie andere Abschnitte einspurig sein sollten.
Das Ministeriet for Offentlige Arbejder, ministerium for trafik og telekommunikation (deutsch Ministerium für öffentliche Arbeiten, Ministerium für Verkehr und Telekommunikation, heute: Transportministeriet) behielt sich das Recht vor, die für eine Doppelspur erforderlichen Flächen zu erwerben.
Gleichzeitig legte das Gesetz fest, dass die Strecken zwischen Silkeborg und Funder sowie zwischen Vejle und Give doppelspurig zu errichten sind.
Für diese Maßnahmen wurden zwei Millionen Kronen bewilligt.